# Josef Macháček (1818)
Josef Macháček (31. ledna 1818 Radotín – 23. března 1870 Králův Dvůr) byl český vlastenecký statkář, cukrovarník, politik staročeské strany a revolucionář roku 1848 z Berounska.

## Biografie
Narodil se v rodině radotínského rolníka a rychtáře. Do školy chodil u sv. Havla a u piaristů v Praze. Další soustavné studium mu znemožnily povinnosti na rodinném statku. Vzdělání proto dokončil na nedělní hospodářské škole na Zbraslavi, kde se vyučovalo například počtářství, přírodopis, lučba a kreslení.
V roce 1842 převzal po otci hospodářství a o čtyři roky později se oženil s Marií Sklenářovou z Řevnic. Vedle pracovních povinností se zapojil do veřejného života, udržoval kontakty s obrozenci v Praze. V červnu 1848 byl zvolen poslancem českého sněmu za libocký vikariát; sněm se ovšem nesešel kvůli svatodušním bouřím. Během revolučních událostí vedl ozbrojené vesničany na pomoc Praze. Po porážce povstání byl zatčen, tři měsíce vězněn a nakonec propuštěn na amnestii.
Za Bachova absolutismu nebyla politická činnost myslitelná. Macháček se proto soustředil na hospodářské aktivity, pod heslem „prací služ vlasti“. Roku 1850 založil s příbuzným Františkem Skálou cukrovar ve Zdicích. Aby mu zajistil dodávky řepy a odbyt pro vedlejší produkty, převzal do nájmu statek v Králově Dvoře a později i několik dalších dvorů na Hořovicku. Některé pro něj spravoval bratr Jan Macháček. Roku 1854 se přestěhoval na zámek Králův Dvůr.
Po pádu absolutismu se znovu zapojil do politiky. V červnu 1860 vezl společně s F. L. Riegrem (byl Riegrovým švagrem) do Vídně manifest dvanácti čelných osobností pro císaře Františka Josefa. Když se po vydání Říjnového diplomu vrátila ústavní vláda, byl 18. března 1861 zvolen do Českého zemského sněmu za nejlidnatější volební obvod v kurii venkovských obcí, zahrnující okresy Unhošť, Zbraslav a Beroun. Ve funkci pak byl opakovaně potvrzen, naposled 22. září 1869. Účastnil se především jednání o průmyslových, hospodářských, obchodních a obecních záležitostech.
Český zemský sněm ho roku 1861 vyslal i na Říšskou radu, kde ovšem byl pro absenci oznámen na schůzi 14. července 1863 zánik jeho mandátu. Šlo o součást taktiky českých státoprávních politiků neúčastnit se jednání celostátního parlamentu. Podobně to probíhalo i po jeho opětovné volbě na Říšskou radu roku 1867. 19. června 1867 byl spolu s dalšími českými poslanci vyzván k udání důvodů pro nepřevzetí mandátů a 26. září 1868 byly mandáty těchto poslanců (včetně Macháčka) v zemském sněmu a tudíž i v Říšské radě prohlášeny za zaniklé. Ještě předtím v srpnu 1868 patřil mezi 81 signatářů státoprávní deklarace českých poslanců, v níž česká politická reprezentace odmítla centralistické směřování státu a hájila české státní právo.

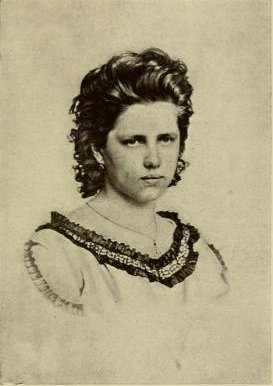
Terezie Macháčková

Vedle toho se zakládal hypoteční banku, byl členem pražské obchodní komory a dalších hospodářských spolků. Rád se bavil lovem zvěře, zpěvem a karetními hrami. V zimě 1868/69 se vážně nachladil a následkem dlouhotrvající plicní nemoci zemřel. Zanechal po sobě vdovu a sedm dětí. Další dcera Terezie Macháčková, přítelkyně Jana Nerudy, zemřela již v roce 1865.
V nekrologu ve časopise Světozor se Macháček označuje jako člověk všeobecně vážený pro své aktivity ve prospěch regionu i celé české země. Současníci ho prý znali jako příjemného společníka s vybraným chováním. Netlačil se do popředí, ale také nesnášel, když to dělali jiní. Svým příspěvkem měl pomoci řadě vlasteneckých iniciativ. Na jeho pohřeb, vypravený 26. března 1870 z králodvorského zámku na hřbitov v Počaplech, přišlo navzdory nepříznivému počasí množství lidí ze širokého okolí.